# Xã Madison, Quận Madison, Iowa
Xã Madison (tiếng Anh: Madison Township) là một xã thuộc quận Madison, tiểu bang Iowa, Hoa Kỳ. Năm 2010, dân số của xã này là 1.411 người.